# Ahl El Ksar
Ahl El Ksar là một đô thị thuộc tỉnh Bouira, Algérie. Dân số thời điểm năm 2002 là 12.315 người.